# مالك بن أسماء
مالك بن أسماء بن خارجة الفزاري، وكنيته أبو الحسن، كان جدّه من سادات غطفان في نجد ثم نزل الكوفة في حيّ بني أسد بن خزيمة فكان له و لولده من بعده جاه و شرف في الكوفة وخاصة بالعصر الأموي.

## نسبه ووصفه
- هو مالك بن أسماء بن خارجة بن حصن بن حذيفة بن بدر الفزاري من ذبيان من غطفان من قيس عيلان من مضر من عدنان.
- أمه هي أم ولد أسمها صفيّة.

## نبذه وسيره
كان شاعرٌ غَزِلٌ ظريف، وصفه المرزباني بأنّ «شعره كثير»، وهو خطيب فصيح حلو الحديث، شريف جواد شجاع بديع الجمال، معدود من أشراف أهل الكوفة، وقد وليَ للحجاج، وأخوه عيينة ابن أسماء من أشراف أهل الكوفة أيضاً؛ وكان الحجّاج لا يستعمل مالكاً لإدمانِه الشراب، ثم ترك الشراب وأظهر التوبة والتنسك، فولاه أصبهان؛ وقيل: إن الحجّاج أوفده إلى عبد الملك بن مروان، فأعجب به وبكلامه، وسأله فقال: «بلغني أنّ فيك خصالاً شريفةً فأخبرني بها؛ فقال: ما سألني أحد حاجة إلاّ قضيتها، ولا أكل رجل من طعامي إلا رأيت له الفضلَ عليّ، ولا أقبلَ عليّ رجل بحديث إلاّ أقبلت عليه بسمعي وبصري؛ فقال له عبد الملك: حقّ لك أن تَشرُفَ وتسود» وكتب إلى الحجّاج: «إنك أوفدت إليّ رجل أهل العراق، فولّهِ واستعملْه وأكرمْه؛ 
ثم حبسَه الحجّاج وقيل لخيانة في المال ظهرت عليه.
ولد مالك في الكوفة، نحو سنة 35 هـ 655 م و شب تام الخلق ذا جمال باهر حسن الحديث ومحبّا مغامرا حتّى روي أن عمر بن أبي ربيعة رأى رجلا. يطوف بالبيت قد بهر الناس بجماله و تمامه، فسأل عنه فقيل له: هذا مالك بن أسماء بن خارجة! فجاء عمر فسلّم عليه و قال له: يا أخي، ما زلت أتشوّق إليك منذ بلغني قولك:
وكان لمالك أخ اسمه عيينة يبدو أنه كان مثله في الجمال والمغامرة، وكان لمالك بن أسماء شعر طويل جميل ثم شاب و صار يخضب بالحناء قبل أن يبلغ الاربعين من العمر. 
وكان له أخت بارعة في الجمال اسمها هند - هند بنت أسماء بن خارجة الفزارية - من الاديبات وذوات الخبرة والحنكة والدهاء، فشغلت ولاة العراق: تزوّجها والي العراق عبيد الله بن زياد حتى قتل في معركة الخازر ، ثم تزوّجها والي العراق بشر بن مروان فولدت له عبـد الله بن بشر؛ حتى توفي بشر عام 74 ه‍ـ، ثم تزوّجها الحجاج بن يوسف الثقفي و شغف بها على ما نعرف من جد الحجّاج في الأمور و قسوته في معاملة الناس.
ولّى الحجّاج، بعد زواجه بهند، مالك بن أسماء على أصبهان و ولّى عيينة على شيء من الجبايات فظهر للحجاج عليهما كليهما خيانة في الأموال فسجن مالكا في الكوفة وقام في تعذيبه حتّى كان لا يأذن بأن يسقى الماء إلا ممزوجا بالملح و الرماد، ثم ان الحجّاج عفا عنهما إكراما لأختهما هند.

## قصته مع الحجاج
اختلف الحجاج وهند بنت أسماء زوجته في معركة بنات قين، فبعث إلى مالك بن أسماء بن خارجة، فأخرجه من السجن، وكان محبوساً بمال عليه للحجاج، فسأله عن الحديث فحدثه به، ثم أقبل على هند فقال: قومي إلى أخيك، فقالت: لا أقوم إليه، وأنت ساخط عليه. فأقبل الحجاج عليه، فقال: إنك والله ما علمت للخائن أمانته، اللئيم حسبه، الزاني فرجه، فقال: إن أذن الأمير تكلمت، قال: قل، قال: أما قول الأمير الزاني فرجه، فوالله لأنا أحقر عند الله عز وجل وأصغر في عين الأمير من أن يجب لله علي حد فلا يقيمه، وأما قوله: اللئيم حسبه، فوالله لو علم الأمير مكان رجل أشرف مني لم يصاهرني، وأما قوله: إني خؤون، فلقد ائتمنني فوفرت، فأخذني بما أخذني به، فبعت ما كان وراء ظهري، ولو ملكت الدنيا بأسرها لافتديت بها من مثل هذا الكلام.
قال: فنهض الحجاج، وقال: شأنك يا هند بأخيك.
قال مالك بن أسماء: فوثبت هند إلي فأكبت علي، ودعت بالجواري، ونزعت عني حديدي، وأمرت بي إلى الحمام، وكستني، وانصرفت، فلبثت أياماً، ثم دخلت على الحجاج وبين يديه عهود، وفيها عهدي على أصبهان. قال: خذ هذا العهد، وامض إلى عملك، فأخذته ونهضت. قال: وهي ولايته التي عزله عنها، وبلغ به ما بلغ من الشر.
قيل: وكتب إليه بعض أهله أن يمضي إلى الشام فيستجير ببعض بني أمية حتى يأمن، ثم يعود إلى مصره.
وقد كان خالد بن عتاب الرياحي فعل ذلك، واستجار بزفر بن الحارث الكلابي، فأجاره، فراجعه عبد الملك بن مروان في أمره، ثم أجاره، فكتب مالك إلى أبيه يسأله أن يدخل إلى الحجاج ويسأله في أمره، 
فقال أسماء بن خارجة في ذلك:

## شعره
كان مالك شاعر غزل ظريف مكثر، وشعره فصيح الالفاض سهل التركيب عذب في التلاوة. وفنونه الغزل والخمريات، وله شيء من العتاب القريب من الهجاء، كما أن له أبياتا سائرة.
- قال مالك بن أسماء في إحدى نسائه يستحسن كلامها، و كانت امرأته تلك تلحن أحيانا (تكسب كلامها غنّة أو نغما مخصوصا)

- وله قصيدة في اللهو

- كان مالك بن أسماء مغرما بالشراب فنصحه الحجاج بتركه فتركه مدة ثم عاد اليه وفي ذلك يقول:

- مر بالفرزدق وهو يَهْنأ بعيراً له بنفسه (أي يدهنه بالقطران)، فعزّ عليه ذلك، وأمر له بمئة بعير، فمدحه الفرزدق بأبيات منها:

- ومن مشهور شعره الذي كان يغنّى فيه:

## وفاته
في العقد الفريد : «لمّا مات مالك بن أسماء، قال الحجاج بن يوسف الثقفي: ذلك عاش ما شاء ومات حين شاء» . 
ومعنى ذلك أن مالك بن أسماء توفي في عهد الحجاج وربما بعد سنة 90 ه‍ـ - 708 م، وكان لا يزال فيه بقيّة من قوّة.